# Loi de Volta
 (mars 2023).
Si vous disposez d'ouvrages ou d'articles de référence ou si vous connaissez des sites web de qualité traitant du thème abordé ici, merci de compléter l'article en donnant les références utiles à sa vérifiabilité et en les liant à la section « Notes et références ».
La loi de Volta est une loi scientifique utilisée en thermodynamique. Elle affirme que, dans un circuit isotherme constitué de conducteurs différents, la somme des forces électromotrices de Peltier est nulle. 
Cette loi est une conséquence du théorème de Carnot qui stipule qu'un système à température unique ne peut ni fournir de l'énergie ni en concevoir.